# Кацумата, Рин
Рин Кацумата (англ. Rin Katsumata; род. 3 июля 1997) — гуамский футболист, нападающий «Страйкерз».

## Биография
Рин Кацумата родился 3 июля 1997 года.
Играет в футбол на позиции нападающего. С начала карьеры выступал за одну команду — «Страйкерз». В дебютном сезоне-2015/16 забил 14 мячей в чемпионате Гуама. В сезоне-2018/19 стал серебряным призёром чемпионата.
В 2018 году провёл 3 матча за сборную Гуама в рамках первого проходившего в Улан-Баторе предварительного этапа чемпионата Восточной Азии. Дебютным для Кацуматы стал матч 2 сентября против сборной Северных Марианских Островов (4:0), который он отыграл полностью. 4 сентября вышел на 76-й минуте в поединке с Макао (0:2), 6 сентября отыграл 90 минут в матче с Монголией (1:1). Мячей не забивал.

## Достижения

### Командные
«Страйкерз»
- Серебряный призёр чемпионата Гуама (1): 2018/19.